# Niskanenův model chování byrokracie
Niskanenův model chování byrokracie je teoretický koncept, který vyvinul americký ekonom a politolog William A. Niskanen. Model je součástí širšího rámce teorie veřejné volby, která zkoumá chování aktérů ve veřejném sektoru prostřednictvím ekonomických a racionálních modelů. Niskanen v tomto modelu interpretuje byrokracii jako druh monopolu s monopolním právem výkonem státní moci, díky které alokuje prostředky. Hlavní myšlenkou Niskanenova modelu chování byrokracie je, že byrokraté (vedoucí úředníci ve veřejné správě) usilují o maximalizaci rozpočtu svého úřadu, protože větší rozpočet jim přináší vyšší prestiž, vliv a pracovní jistotu. Veřejný rozpočet hraje ve snaze maximalizovat velikost úřadu důležitou roli. Rozpočet právě určuje, jak budou vynaloženy veřejné prostředky. Vlivem toho dochází k neefektivnosti byrokracie, kdy se vytváří větší objem produkce, než by vznikl v běžných tržních podmínkách.  Objem produkce byrokracie je podle Niskanena dvakrát větší než objem vyprodukovaný v tržních podmínkách.  Podle Niskanena má byrokracie sklon nadměrně produkovat a soustavně zvětšovat svůj objem.

## Předpoklady a hypotézy modelu
Niskanenův model chování byrokracie je založen na určitých předpokladech a hypotézách. Mezi hlavní prvky, se kterými W. A. Niskanen pracoval byly například:
- úřady jsou neziskové organizace, které jsou financovány z pravidelně přidělovaných prostředků nebo grantů;
- byrokraté jsou podobní úředníkům pracujících v jiných organizacích;
- existuje bilaterální monopol na činnost úřadů a donátorů;
- vztah byrokrata a politika je charakterizován asymetrií informací;
- cílem každé byrokracie je maximalizace rozpočtu. [5]

Na základě daných prvků je Niskanenův model byrokracie je založen na 4 základních hypotézách, kterými jsou:
1. Cílem byrokracie není maximalizace spotřeby kolektivních statků, u kterých zabezpečuje produkci, ale usilovat o maximalizaci své moci prostřednictvím maximalizace objemu svěřeného a spravovaného rozpočtu.
2. Objem rozpočtu udává mezní sklon politické moci k placení za služby byrokracie, tedy mezní užitečnost z hlediska politiků.[1]
3. Objem rozpočtu nemůže klesnout pod hranici celkových nákladů úřadu.
4. Vyjednávání mezi úřady a politickou mocí představuje výměnu určitého statku za určitý rozpočet. [6]

### Funkce užitku byrokrata
Niskanenův model byrokracie předpokládá, jak již bylo zmíněno, že vládní byrokracie sleduje jako svůj hlavní cíl maximalizaci rozpočtu - jinak řečeno maximalizaci svého užitku. Větší rozpočet umožňuje byrokratům uspokojit jejich další cíle, které mohou vstupovat jako proměnné do užitkové funkce byrokrata. Mezi tyto proměnné může patřit například plat, moc, prestiž, ulehčené řízení úřadu. 

## Model chování byrokracie

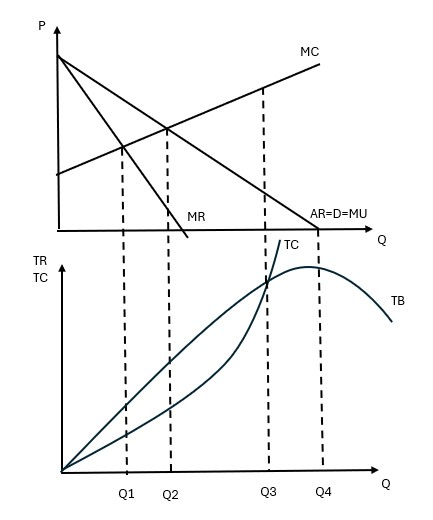
Model chování byrokracie

V Niskanenově modelu se vychází z mezního užitku (MU), resp. poptávky po kolektivním statku voliče mediána (D), při určitém výstupu Q. Rovnice mezního užitku MU má tvar: {\displaystyle MU=D=a-bQ}.
Celkový rozpočet úřadu (TB) lze vyjádřit rovnicí: {\displaystyle TB=aQ-{b \over 2}Q^{2}}, kde a, b > 0.
Rovnice mezních (MC) a celkových (TC) nákladů úřadu jsou vyjádřeny: {\displaystyle TC=cQ+dQ^{2}} a {\displaystyle MC=c+2dQ}, kde c, d > 0.
Na obrázku Modelu chování byrokracie je vyjádřeno srovnání velikosti výstupu úřadu v jednotlivých ekonomických prostředích. V dokonale konkurenčním prostředí by se výstup úřadu rovnal množství Q2, kdy se mezní užitek služby rovná mezním nákladům na produkci. V podmínkách tržního monopolu by se výstup úřadu rovnal výši Q1, kdy se mezní příjmy rovnají mezním nákladům. V takovém případě by úřad vyprodukoval menší množství produkce než v případě dokonalé konkurence, ale maximalizoval zisk. Rovnovážná úroveň výstupu úřadu podle Niskanena znázorňuje množství Q4, které odpovídá maximálnímu celkovému rozpočtu. Nicméně omezení, že celkový rozpočet úřadu musí být rovný nebo větší než celkové náklady vede úřad k nižší úrovni výstupu Q3. Úřad tak dostane právě tolik prostředků, kolik je třeba na jeho náklady. Přitom úřad preferuje co možná největší množství rozpočtu. Tedy na úrovni TC = TB .

## Kritika Niskanenova modelu byrokracie
Niskanenův model chování byrokracie byl kritizován ostatními ekonomy hlavně z důvodu předpokladů modelu. Mezi hlavní kritiky patřili Albert Breton a Ronald Wintrobe, kteří namítali, že chování byrokrata musí být ovlivněno záměrnými rozhodnutími donátora, který poskytuje veřejné prostředky na realizaci produkce veřejných statků a služeb. Tento vztah Niskanenův model byrokracie nezohledňoval. Kritikové vyvrátili Niskanenův předpoklad, že byrokrat je absolutním monopolistou vlivem asymetrie informací a má mocenskou převahu nad politiky. Kritici tvrdí, že politici mají často vlastní zájmy, mocenské ambice a kontrolní mechanismy, které ovlivňují jejich rozhodování a oslabují mocenskou převahu byrokratů. 